# ماهیچه خم‌کننده مچ به زند زیرین
ماهیچه خم‌کننده مچ به زند زیرین یا عضله زند اسفلی قدامی (انگلیسی: Flexor carpi ulnaris muscle) در لبه زیرین ساعد قرار دارد و از روی فوق قرقره استخوان بازو شروع شده و یک چسبندگی تقریباً وسیع نیز روی سطح میانی زند زیرین داشته، سپس با یک زردپی بلند روی استخوان نخودی چسبیده و روی استخوان چنگکی نیز چسبندگی پیدا کرده و نهایتاً روی استخوان پنجم کف‌دستی اتصال پیدا می‌کند.
سر ثابت:دو سر: یکی به فوق قرقره داخلی بازو و دیگری به دو سوم بالای زند زبرین و زائده آرنجی متصل می‌شود.
سر متحرک: پنجمین استخوان کف دستی
عصب گیری:عصب اولنار
عمل: فلکسور مچ، انحراف به سمت زند زیرین
تاندون این عضله در پایین به قاعده متاکارپ پنجم چسبیده و بجز خم کردن مچ دست موجب انحراف آن به سمت اولنا هم می‌شود.